# ЧелоФилия
ЧелоФилия — девятый студийный альбом российского поп-певца Филиппа Киркорова. Песни из альбома стали основой для шоу Киркорова «Вчера, сегодня, завтра и…» 2000—2001 гг.

## Особенности альбома
- 16 песен из альбома написал Сергей Челобанов[1][2]. Поэтому он получил такое название: ЧЕЛОбанов + ФИЛИпп = ЧелоФилия.
- Это экспериментальный альбом. Артист его записал в несвойственной ему манере исполнения.[3]
- Это единственный альбом певца, на обложке которого он предстает блондином.
- Критиками альбом был встречен в целом негативно из-за его «ненародности» и «эстетства»[4].
- Альбом не содержит ни одного кавера, кроме кавера на Antique — Dynata Dynata (Огонь и вода).

## Список композиций
Музыка ко всем песням — С. Челобанов, за исключением отмеченных.
| №   | Название                        | Текст песни                            | Музыка      | Длительность |
| --- | ------------------------------- | -------------------------------------- | ----------- | ------------ |
| 1.  | «Настроения нет»                | Ф. Чумак                               |             | 4:09         |
| 2.  | «НЛО»                           | В. Артюшков                            |             | 3:53         |
| 3.  | «Эй, чувак»                     | В. Артюшков                            |             | 3:45         |
| 4.  | «Ты послушай меня, приятель»    | В. Артюшков                            |             | 3:51         |
| 5.  | «Танго / Ты меня ещё не любишь» | Кирилл Крастошевский                   |             | 4:11         |
| 6.  | «Ты береги её, мужик»           | О. Гегельский                          |             | 4:44         |
| 7.  | «Рок-н-ролл»                    | Кирилл Крастошевский                   |             | 3:52         |
| 8.  | «Тайна»                         | С. Челобанов                           |             | 3:51         |
| 9.  | «Ночной порой»                  | С. Челобанов                           |             | 5:08         |
| 10. | «Мамайка»                       | В. Артюшков                            |             | 4:55         |
| 11. | «Однажды»                       | И. Бочков                              |             | 3:51         |
| 12. | «Мокрый блюз»                   | И. Бочков                              |             | 5:09         |
| 13. | «Все очень просто»              | А. Шерегеда                            |             | 4:37         |
| 14. | «Подожди»                       | В. Артюшков                            |             | 4:02         |
| 15. | «Льется тягучий настой»         | И. Бочков                              |             | 3:59         |
| 16. | «Шальной ветер»                 | А. Венгеров                            |             | 3:51         |
| 17. | «Огонь и вода»                  | Л. Николакопоулу (перевод - А. Морсин) | А. Динкджан | 3:14         |

## Тиражи
Альбом выпущен 2 тиражами: подарочным и обычным. Оформление отличается.

## Клипы
2000 — «Огонь и вода»

## Создатели альбома
- Автор идеи и продюсер проекта: Алла Пугачева
- Студия записи А. Кальянова
- Звукорежиссёр: Александр Горбунов
- Фото: Петр Аникин
- Фотофрагмент: Григорий Кузьмин
- Стилист: Александр Шевчук
- Стайлинг и художественный креатив: Кирилл Кирин
- Менеджер проекта: Сергей Саидов
- Производство: Игорь Микрюков

### Музыканты
- Саксофон-тенор: Сергей Овчинников
- Саксофон-баритон и кларнет: Иван Волков
- Труба: Виктор Горбунов
- Гитарист и бэк-вокал: Александр Венгеров
- Женский бэк-вокал: Мария Кац, Марина Мельниченко
- Мужской бэк-вокал: Фулик, Феликс Чумак, Сергей Челобанов

## Награды
- ноябрь 2000 года: премия Золотой граммофон, песня «Огонь и вода»
- декабрь 2000 года: фестиваль Песня года, песня «Огонь и вода»

## Аннотация
Диагноз Маниакально-прогрессивная звездность. Периодическое раздвоение личности на почве использования чужих манер.

Нередко наблюдается обострение детской инфантильности, обусловленное отсутствием мании величия.

Склонен к неадекватным проектам. Постоянное желание вмешаться в чужое творчество с желанием довести его до киркоровского совершенства, что удается с успехом.

Заключение: Крупные сосуды без особенностей. Клапаны интактны. Полости сердца нормальных размеров. Миокард не утолщен. Все сегменты ЛЖ нормокинетичны. Регургитации нет.

Сердце способное любить как ни у кого.

ВРАЧ: А. Б. ПУГАЧЕВА

## Концерты
Песни из альбома стали основой для новой программы Киркорова:
- «Вчера, сегодня, завтра и…»:[6]
  - 17.11.- 1.12.2000 год — БКЗ Октябрьский (Санкт-Петербург)
  - 23-28.01.2001 год — Кремль (Москва)
  - 24.02-4.03.2001 год — тур по США
  - 8-10.03.2001 год — тур по Прибалтике
  - 19-21.03.2001 год — Киев
  - 29.08.2001 год — Улан-Батор (Монголия)
  - сентябрь 2001 год — Турция (2 концерта)
- «В свой День рождения я пою для Вас!»:
  - 30.04.2001 год — Ледовый дворец (Санкт-Петербург))